# Marija Bistrica
Marija Bistrica ist einer der populärsten und meistbesuchten Marien-Wallfahrtsorte in Kroatien. Die Ortsbezeichnung ist eine Kombination aus dem Namen der Heiligen Muttergottes, von der es eine Statue im Ort gibt, und dem Fluss Bistrica, welcher durch die Ortschaft fließt. An den etwa 50 Pilgerfahrten, die von Anfang April bis Ende Oktober stattfinden, nehmen jährlich etwa 500.000 Gläubige teil. Marija Bistrica liegt in der Gespanschaft Krapina-Zagorje, etwa 27 Straßenkilometer in nördlicher Richtung von Zagreb aus, nördlich des Medvednica-Gebirges.

## Geschichte
Bistrica wird zum ersten Mal urkundlich im Jahre 1209 erwähnt, als der kroatisch-ungarische König Andreas II. Vratislav seine beschlagnahmten Besitztümer zurückerobert, die im Bürgerkrieg verloren gegangen sind. Die Legende über Bistrica beginnt um 1545, als der damalige Priester die Statue der Heiligen Muttergottes mit dem kleinen Jesus vor den Türken aus Vinski Vrh entfernte und sie in der Kirche der heiligen Peter und Paul in Bistrica heimlich in eine Wand einmauerte. Hier geriet sie bis 1588 in Vergessenheit, bis der Priester der Kirchengemeinde Luka gemäß der Legende am Abend ein Licht in der Kirche bemerkte und am folgenden Tag dort graben ließ. Er fand die Marienstatue und stellte sie zur Verehrung auf. 1650 wurde sie wegen der Türkenbedrohung erneut eingemauert, 1684 wieder ausgegraben und aufgestellt. Zu dieser Zeit begannen die Pilgerfahrten. Das kroatische Parlament versprach 1710, einen großen Altar aus Holz, vergoldet und bemalt, in der Kirche in Marija Bistrica zu errichten, was im Jahre 1715 erfüllt wurde. Mit der Weihe der neu eingerichtete Kirche zu Ehren der heiligen Muttergottes durch Bischof Juraj Branjug 1731, heißt dieses Heiligtum und dieser Ort Marija Bistrica. Nachrichten über die Wunder verbreiteten sich über alle Länder der Habsburger Monarchie, weswegen der Pilgerstrom nach Marija Bistrica anwuchs. Die Kirche wurde daraufhin im neogotischen Stil erweitert. Am 14. August 1880 zerstörte ein großer Brand die ganze Kirche außer dem Altar und der Statue, die völlig unbeschädigt blieb.
Die heutige Kirche wurde von 1879 bis 1882 nach dem Entwurf des Wiener Architekten Friedrich von Schmidt und seines Schülers Hermann Bollé im Stil der Neorenaissance gebaut. Papst Pius XI. verlieh der Kirche 1923 den Titel einer Basilika minor. Der Zagreber Erzbischof Antun Bauer krönte 1935 die wundertätige Statue der Maria und des Jesukindes mit goldenen Kronen und ernannte Maria zur Königin der Kroaten. Die Bischofskonferenz erhob auf dem XIII. Internationalen Marianischen Kongress am 3. Dezember 1971 das Heiligtum in Marija Bistrica zum Nationalheiligtum für Kroatien.
Papst Johannes Paul II. sprach am 3. Oktober 1998 in Marija Bistrica Kardinal Stepinac selig. Alojzije Stepinac war ein jüngerer Erzbischof gewesen, der Pilgerfahrten von Zagreb nach Marija Bistrica unternahm. Unter großen Mühen und Opfern begann er 1940, den Kreuzweg zu errichten, aber wegen des Krieges wurden nur die ersten vier Stationen vollendet. Am 3. Oktober 1993 pilgerten erstmals katholische Soldaten nach Marija Bistrica. Im Jahre 1990 wurde die letzte Station des Kreuzweges aufgestellt. Am 18. Mai 2003 wurde für Papst Johannes Paul II. ein Denkmal errichtet.

## Die Statue der Heiligen Muttergottes
Über die Statue der Heiligen Muttergottes in Marija Bistrica gibt es seit Ende des 15. Jahrhunderts schriftliche Aufzeichnungen. Sie gehört zur Reihe der Schwarzen Madonnen, obwohl bei ihrer Restaurierung entdeckt wurde, dass ihre dunkle Farbe nicht ursprünglich ist. Die spätgotische hölzerne Statue der Heiligen Muttergottes ist das Werk eines unbekannten Meisters. Die Macht der Statue liegt nicht so sehr im künstlerischen Wert, sondern in ihrer Bedeutung für den Glauben und die Nation.
siehe auch: Marienerscheinung

## Bildergalerie

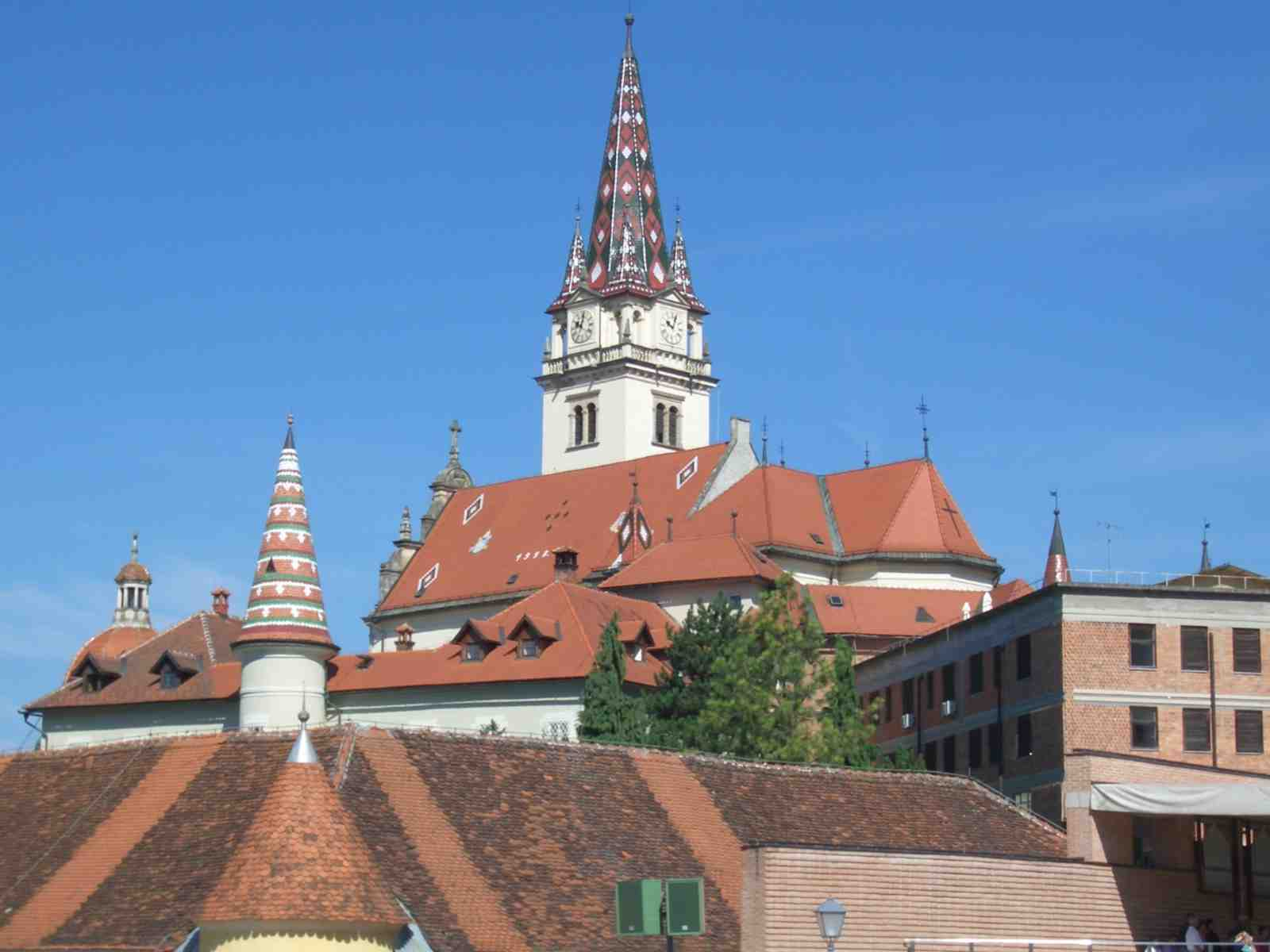
Wallfahrtskirche in Marija Bistrica
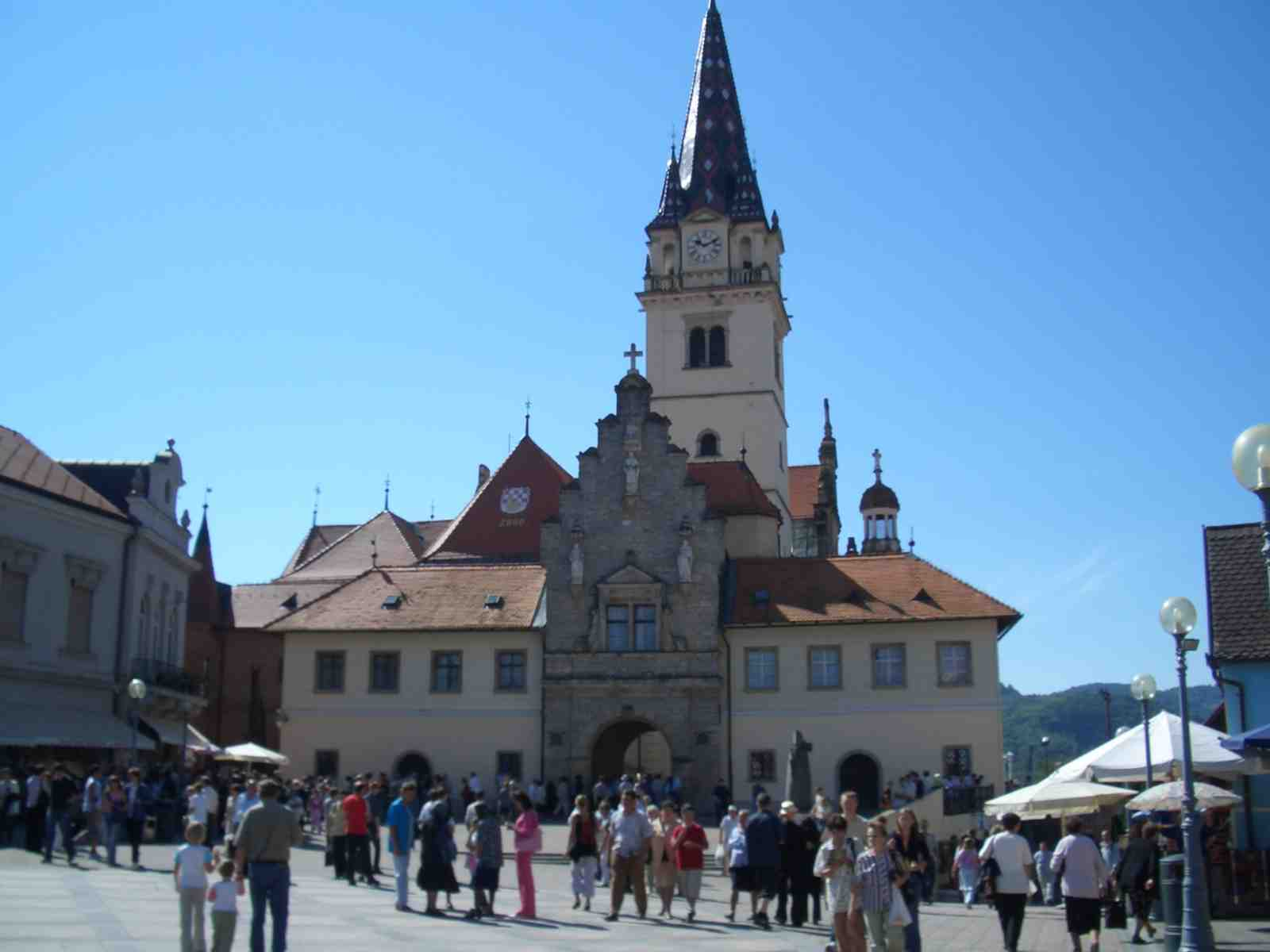
Vor der Wallfahrtskirche in Marija Bistrica
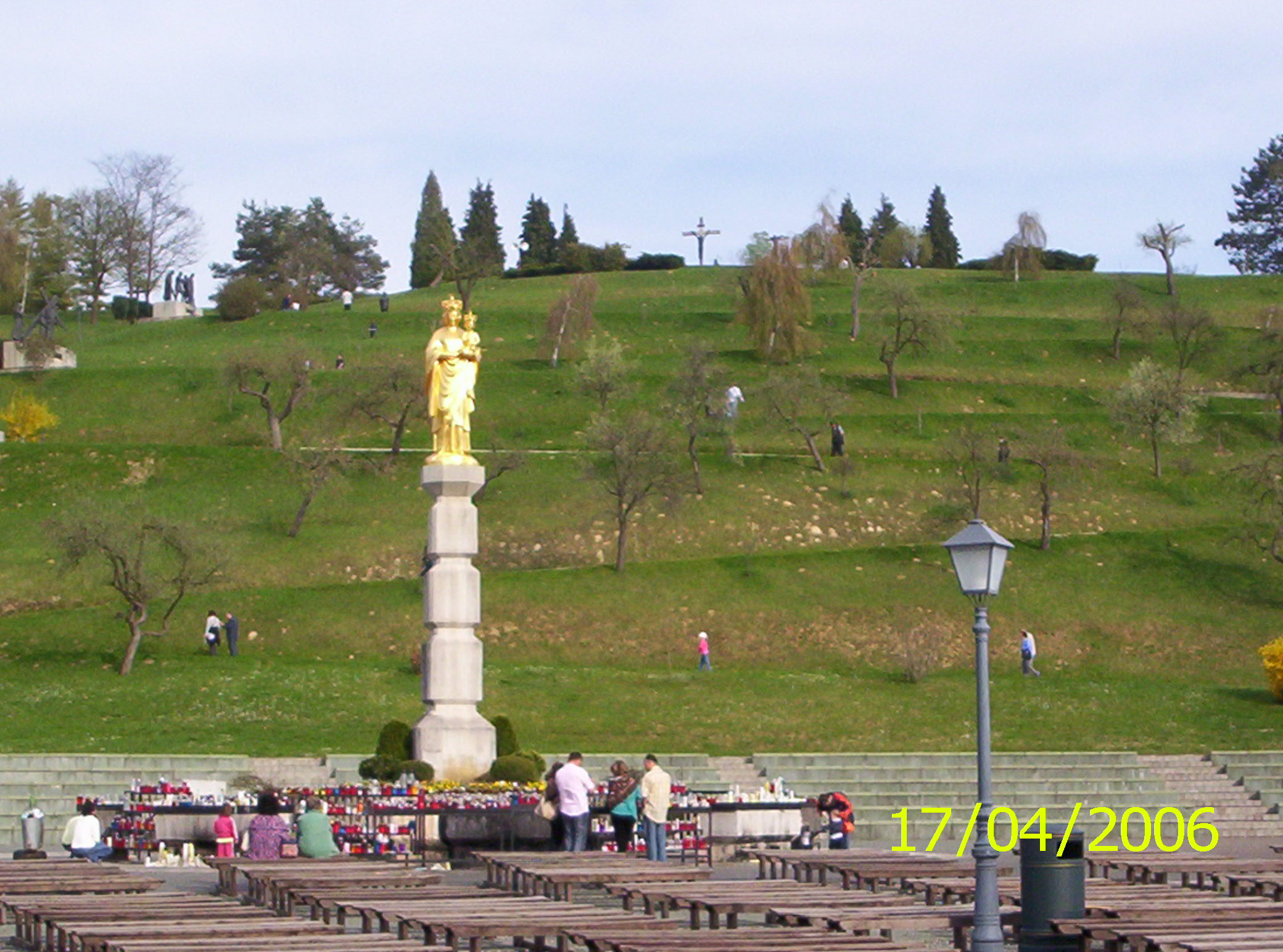
Blick auf den Leidensweg Christi
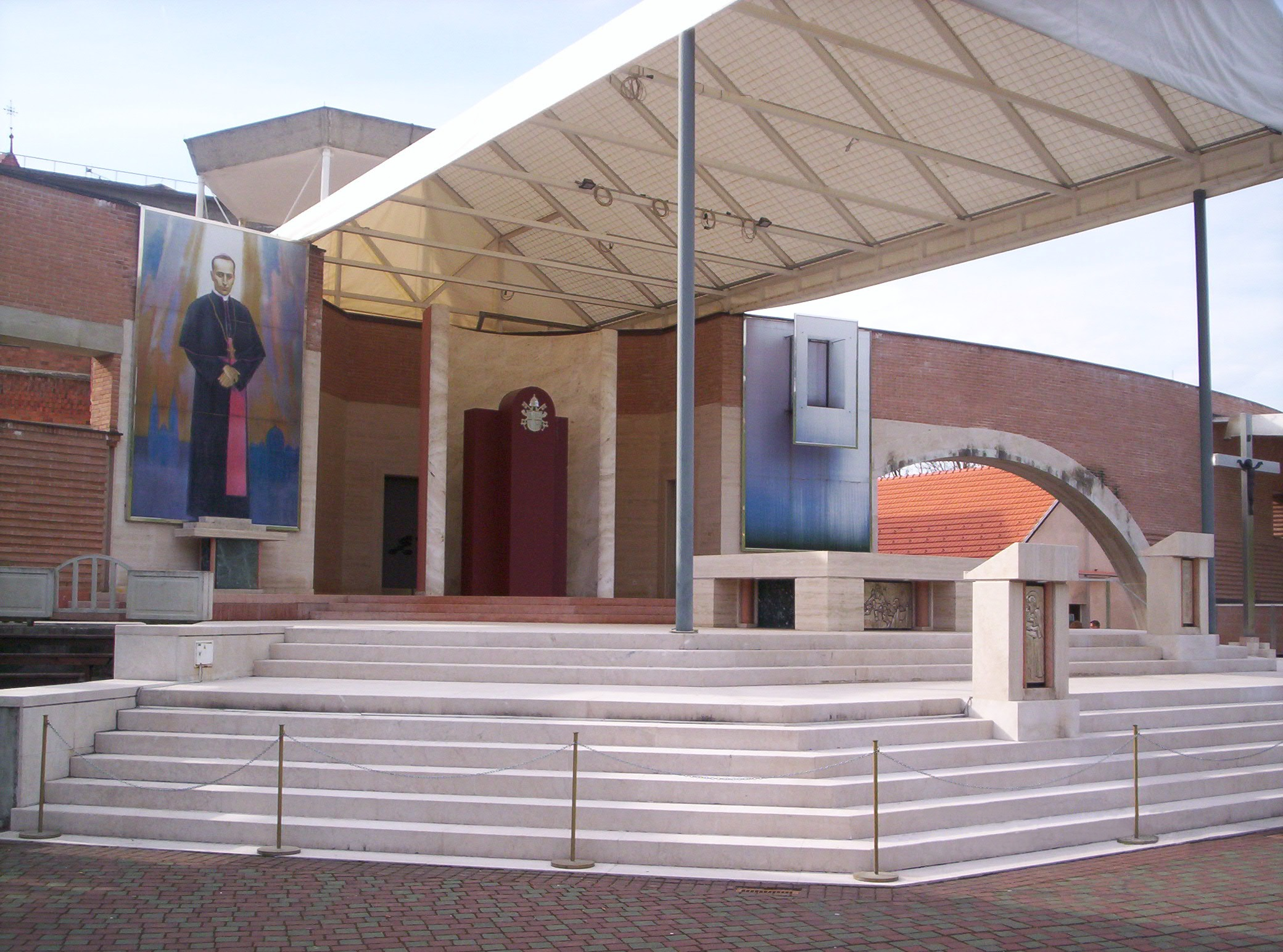
Altar für Außengottesdienste hinter der Kirche
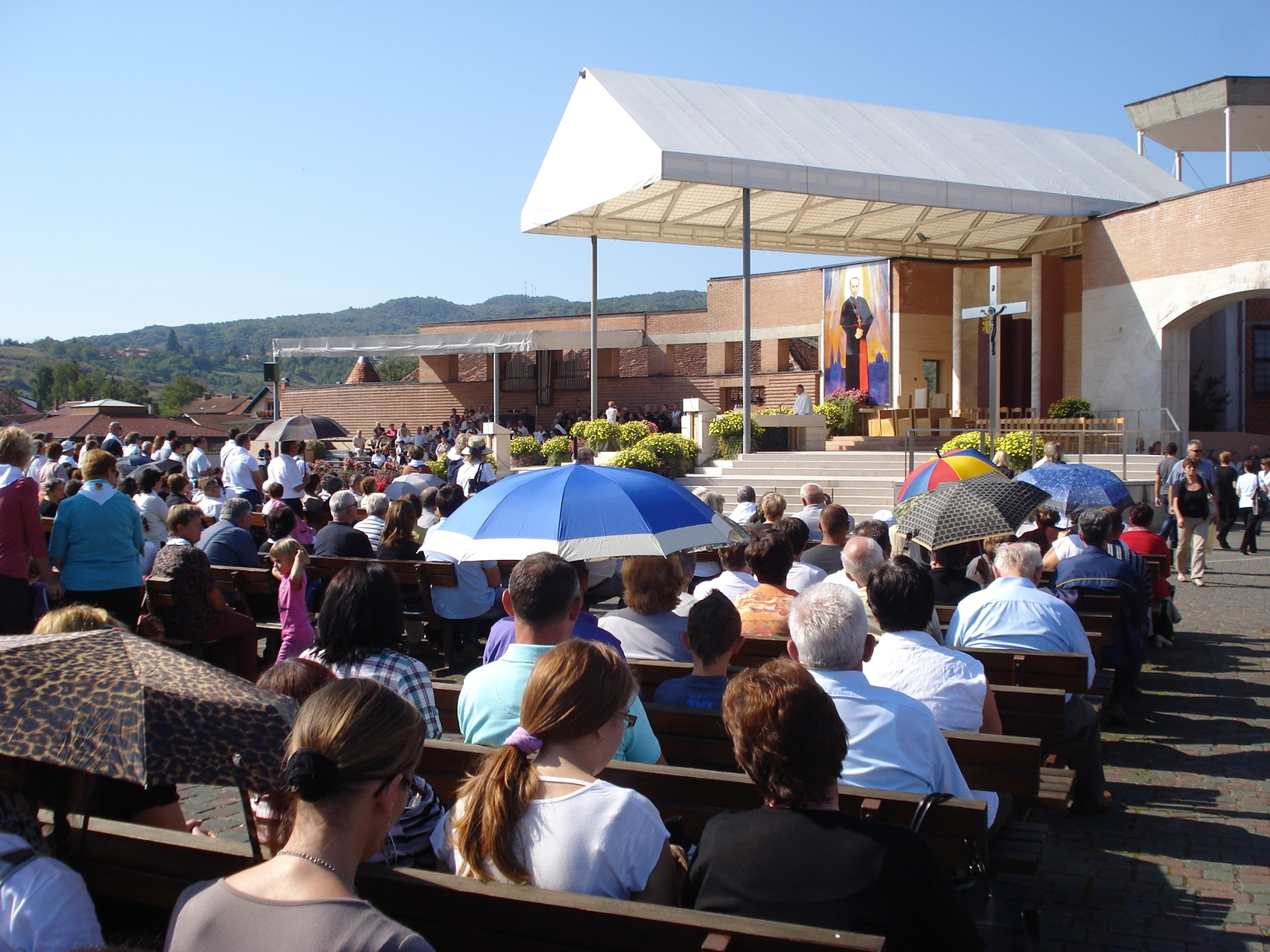
Außengottesdienst
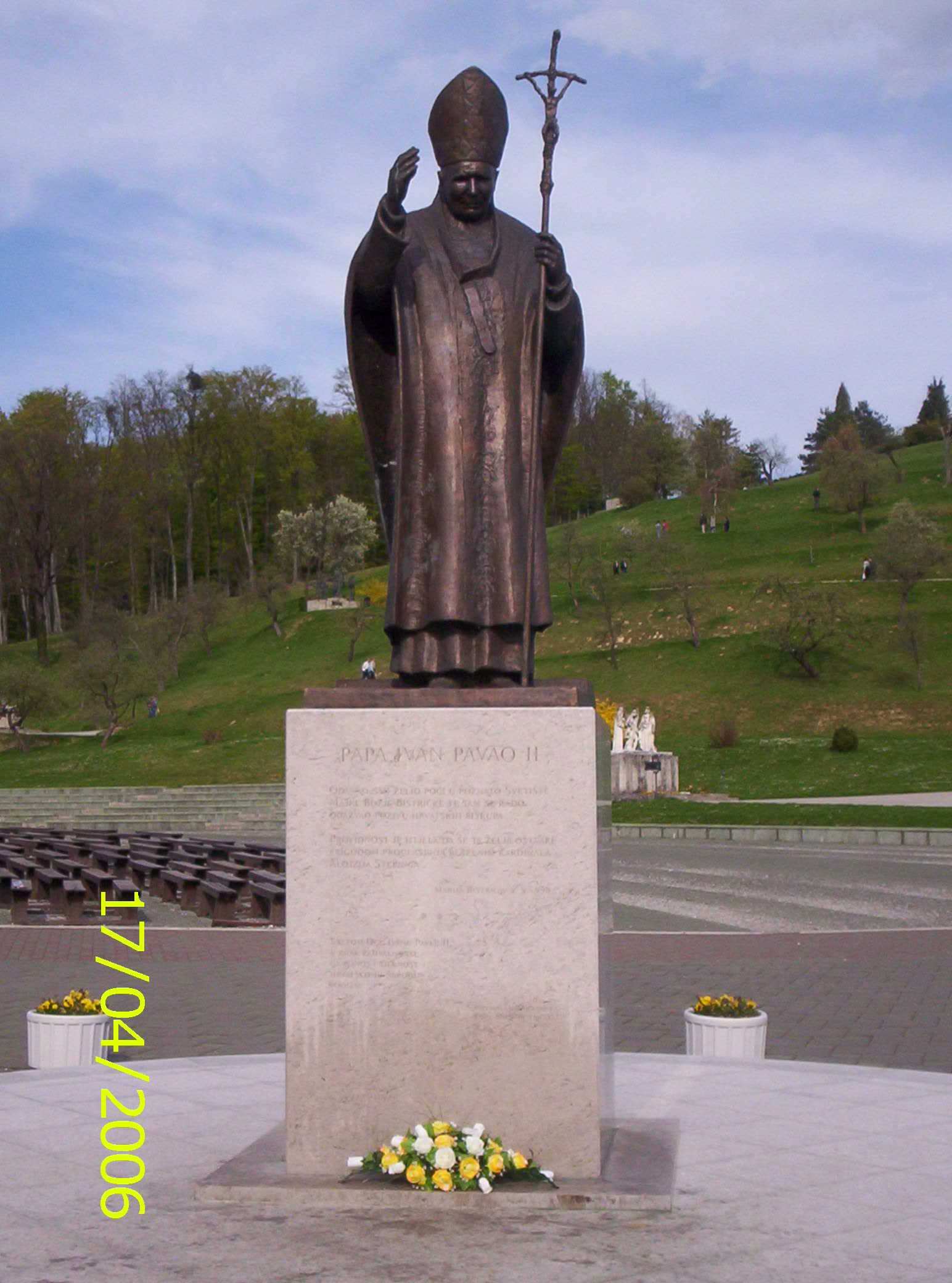
Gedenkstatue für Papst Johannes Paul II.
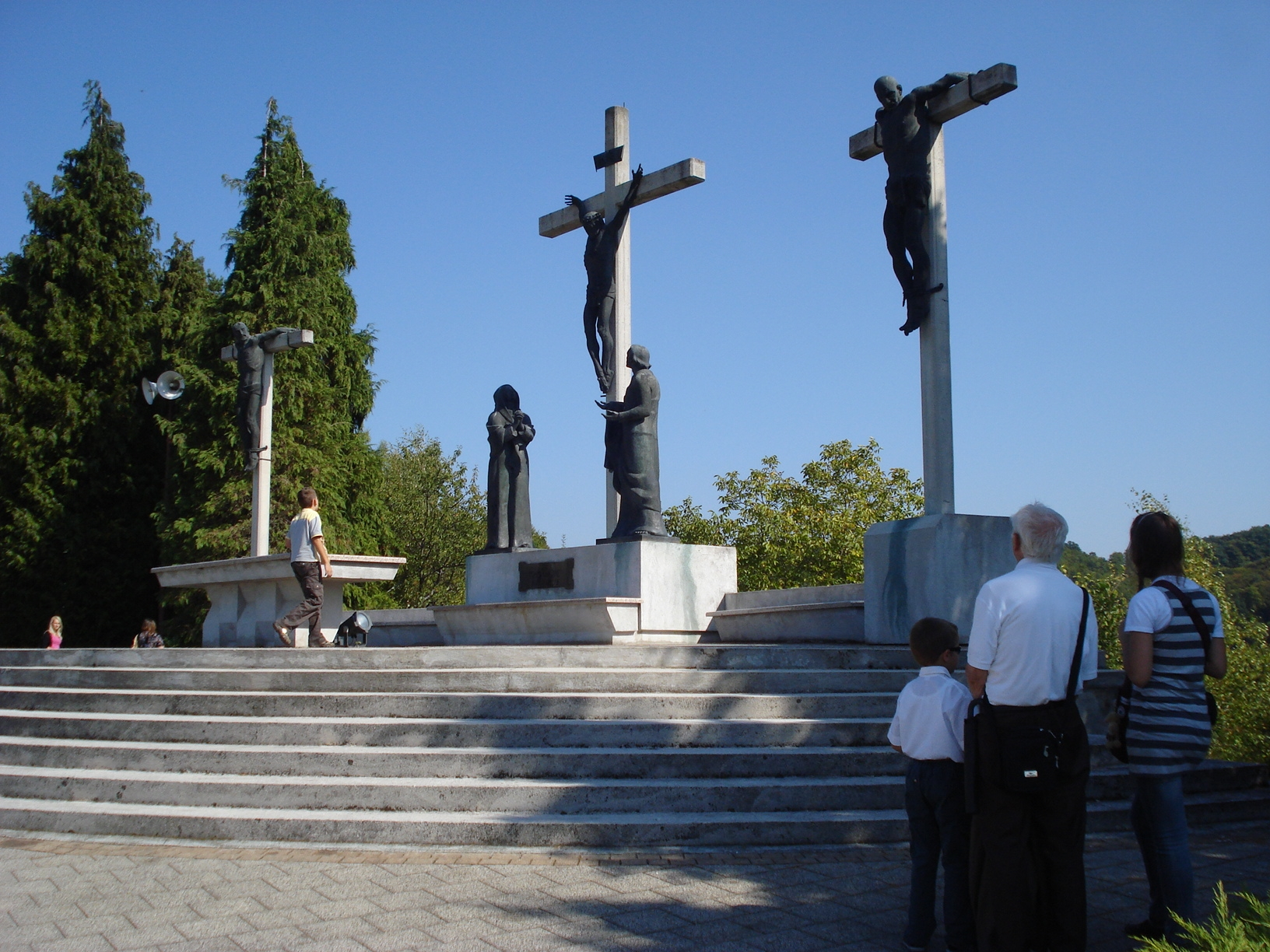
12. Station des Kreuzwegs: Jesus stirbt am Kreuz
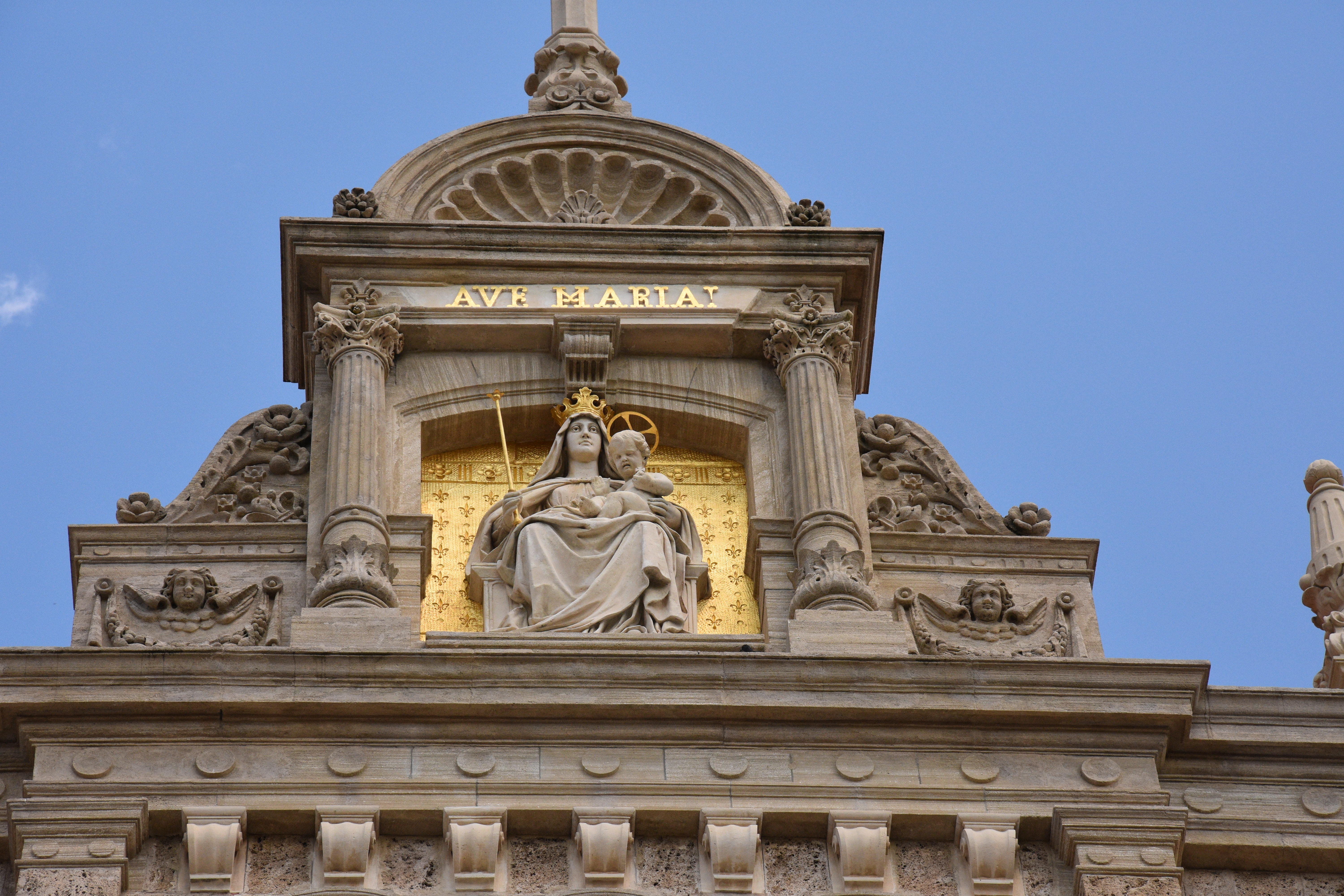
Detail der Wallfahrtskirche